# SOL (스마트폰)
SOL(쏠)은 2016년 1월 22일에 대한민국에서 출시된 휴대전화이다. 중국 TCL의 자회사인 알카텔 원터치가 기획 및 디자인, 마케팅을 진행했으며, 중국의 TCL이 제조한다. SK텔레콤을 통해 단독 출시되었다.

## 개요
- 2016년 1월 22일에 SK텔레콤 자체 기획 스마트폰 두 번째 휴대전화이다.

## 운영 체제

### 안드로이드 5.0 롤리팝
안드로이드 5.0.2를 기본 탑재하여 출시되었다.

### 안드로이드 6.0 마시멜로우
글로벌 모델인 IDOL 3는 2016년 10월에 업그레이드 되었으나,
국내 모델인 SOL은 언제될지 의문점이다.

## 소프트웨어/운영체제 사후 지원
글로벌 모델인 IDOL 3는 안드로이드 6.0 마시멜로우 업그레이드가 2016년 10월 8일에 실시하였지만, SOL은 업그레이드 소식이 없어 업그레이드를 안해줄 것으로 보인다. 2017년 1월 6일 SOL PRIME 을 출시하여 아직까지는 기대를 접기에는 이르다. 기본적으로 업그레이드가 느리게 진행되기 때문에 나중에 추후 소식이 올라오기전까지는 안될것이라는 생각은 접어둔다.
소프트웨어는 총 3차 업데이트까지 진행되었다.
1차 - 2016년 1월 21일
1.크롬 브라우저를 기본 인터넷 사용으로 설정
2.기타 성능 개선 적용
2차 - 2016년 2월 25일
1.내부 저장공간 표기 수정
2. 안드로이드 보안 패치 적용
3.뮤직에서 한글제목 깨지는 현상 수정
4.수신거절 목록 업데이트
5.계산기 오류수정
6.입력기에서 자음 입력한 뒤 장시간 경과 후 모음 입력 시 문자조합이 완성되지 않는 문제 수정(입력기)
3차 - 2017년 2월 22일
1.연락처에 "그룹"기능이 추가됨
2.뮤직앱에 튕김현상 및 한글제목 개선, 스캔닝 솔루션 개선
3.통화 보류 아이콘 위치
4.기타 앱 성능 개선
이와 같이 적은 내용이 이렇게 오래 걸리는걸 보면 2018년에 6.0 마시멜로우 업데이트를 해줄것으로 보인다.

## 문제점
홈 화면에서는 폴더 생성이 가능하지만, 앱 화면에서는 폴더 생성이 불가능하다.
기본 애플리케이션인 "음악"은 앱 실행마다 미디어 스캔을 하고, 튕김현상이 자주 발생한다.(소프트웨어 업데이트로 해결됨.)
디스플레이 액정이 조금이라도 파손되면, 터치 스크린이 동작하지 않는 현상이 발생할 때도 있다.
모든 소리가 양쪽 스피커에서 난다고 한다.
영상통화가 불가능하다. 단 와이파이를 이용하는 카카오톡의 페이스톡 등은 가능하다.
키보드에 이모티콘 기능이 없다.
자주 강제종료 된다 검은화면 지속될 수 있으며 터치가 안될때가 있다 사용하다 보면 속도가 느려진다 30분동안 켜지고 있는 화면이 지속 될 수 있다
사용하다보면 전원버튼이 작동하지 않는 경우가 많다.
애플리케이션 실행하는 도중 갑자기 강제 종료되거나 렉이 걸리는 경우가 많다.
화면 액정이 깨지지 않아도 갑자기 한 부분이 터치가 안 되는 경우가 있다.
잠금 화면에서 비밀번호 또는 PIN 등을 올바르게 입력하였음에도 불구하고 잠금이 풀리지 않는 경우가 있다.
카메라 화소가 1300만 화소임에도 불구하고 사용자의 손 떨림 등으로 인한 떨림을 커버 하지 못 한다.